# Ikerasaarsuk
Ikerasaarsuk is een dorp in de gemeente Qeqertalik  in het westen van Groenland. Het heeft een bevolking van 116 inwoners in 2013.
Het dorp heeft een Helikopterhaven.

## Bevolking
De bevolking van Ikerasaarsuk is sinds de laatste jaren stabiel, alleen met een paar pieken in 2000, in 2004, en in 2006.